# Amazophrynella manaos
Espèce
Amazophrynella manaos est une espèce d'amphibiens de la famille des Bufonidae.

## Répartition
Cette espèce est endémique d'Amazonas au Brésil. Elle se rencontre à Manaus et à São Gabriel da Cachoeira.

## Description
Les mâles mesurent de 14,0 à 15,8 mm et les femelles de 15,9 à 24,7 mm.

## Étymologie
Son nom d'espèce lui a été donné en référence au lieu de sa découverte, Manaus.

## Publication originale
- Rojas, de Carvalho, Gordo, Avila, Farias & Hrbek, 2014 : A new species of Amazophrynella (Anura: Buronidae) from the wouthwestern part of the Brazilian Guiana Shield. Zootaxa, no 3753, p. 79-95 (texte intégral).